# Saint-Martin-de-Lamps

Saint-Martin-de-Lamps este o comună în departamentul Indre, Franța. În 1 ianuarie 2018 avea o populație de 150 de locuitori.